# Narpay
Narpay (uzb. Narpay; ros. Нарпай, Narpaj) – wieś w środkowym Uzbekistanie, w wilajecie nawojskim, w tumanie Karmana.
Narpay w czasie II wojny światowej leżał w rejonie formowania oddziałów Armii Polskiej w ZSRR dowodzonej przez gen. Władysława Andersa. Z okresu przebywania tam oddziałów polskich pozostał cmentarz z grobami 49 zmarłych tam żołnierzy.
W miejscowości tej 17 czerwca 1942 roku odbyło się bierzmowanie kilkuset junaków z Armii Andersa, zgrupowanych na stacji Wriewskij oraz dzieci polskich – Sybiraków, ewakuowanych wkrótce z ZSRR z Armią Polską do Iranu. Sakramentu udzielił biskup Józef Gawlina, świadkiem bierzmowania był gen. Władysław Anders.